# Philip Jeck

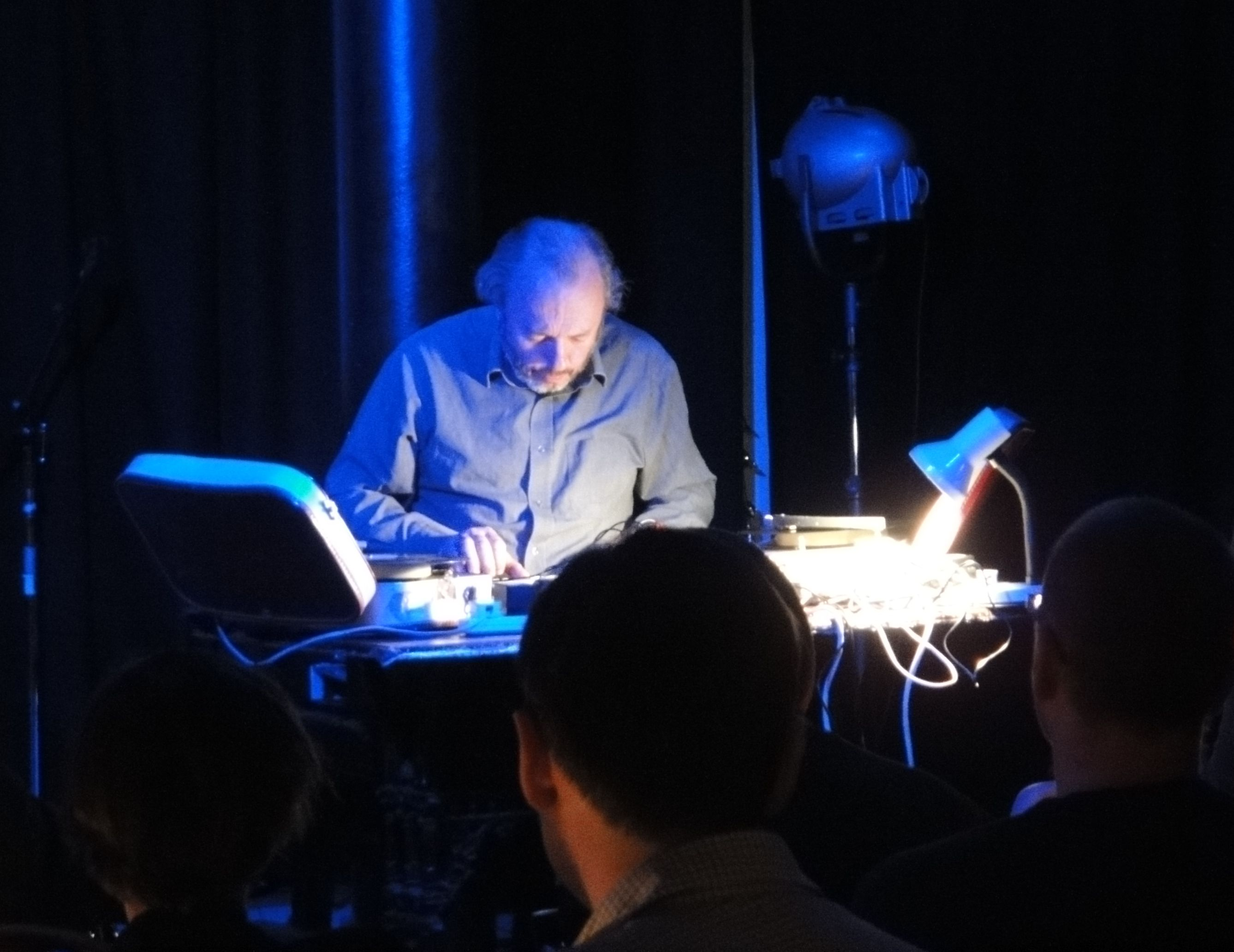
Philip Jeck

Philip Jeck (* 1952; † 25. März 2022) war ein britischer experimenteller Komponist und Multimedia-Künstler.

## Leben
Philip Jeck studierte zunächst Bildende Kunst am Dartington College of Arts in Devon in England. In den 1980er Jahren experimentierte er mit Kompositionen von Plattenspielern und Elektronik und hatte Soloauftritte in Europa, Japan und den USA. Er komponierte Stücke für Tanz- und Theatergruppen, darunter für Anatomie Performance Co., Yolande Snaith Theater, Movie'n'Opera in Wien, Laurie Booth und Steve Paxton. Er komponierte auch für Tanzfilme im Fernsehen. Darüber hinaus arbeitete er eng mit der Choreographin Laurie Stand zusammen und ist Mitglied von Slant. Seine Alben werden auf Touch Records, intermedium records und GODrec veröffentlicht.
Jeck starb im März 2022 im Alter von 69 Jahren nach kurzer Krankheit.

## Auszeichnungen
- 1993 gewann er den Time Out Performance Award.[3]
- 1999 wurde er für Vinyl Coda II mit dem Karl-Sczuka-Preis, Förderpreis, des SWR ausgezeichnet.[4]
- 2009 erhielt er den Paul Hamlyn Foundation Award für Komponisten.[5]

## Diskografie (Auswahl)
- (1995) Loopholes
- (1999) Surf (Touch)
- (2000) Vinyl Coda I-III (2 CDs) (intermedium records)
- (2000) Live in Tokyo
- (2001) Vinyl Coda IV (intermedium records)
- (2002) Soaked mit Jacob Kirkegaard
- (2002) Viny'l'isten mit Claus van Bebber (intermedium records)
- (2004) Songs for Europe mit Janek Schaefer (Asphodel)
- (2007) The Sinking Of The Titanic mit Alter Ego und Gavin Bryars
- (2008) Sand
- (2008) „Suite. Live in Liverpool“
- (2010) An Ark for the Listener
- (2015) Cardinal
- (2016) Vinyl Coda I-II (2 LPs) (GODrec, Wiederveröffentlichung von intermedium records, 2000)
- (2018) Vinyl Coda III-IV (2 LPs) (GODrec, Wiederveröffentlichung von intermedium 2000, 2001)